# Tala-Hady
Tala-Hady o Tala-alice és una comuna del municipi de Cazenga, a la província de Luanda.